# Charles Holroyd

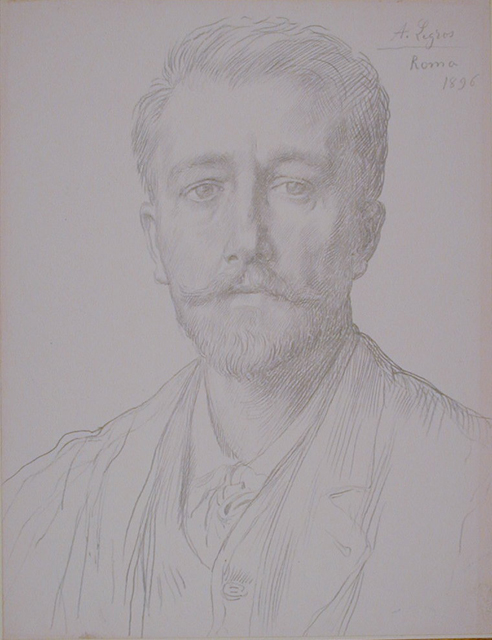
Charles Holroyd 1896, teckning av Alphonse Legros.

Charles Holroyd, född 9 april 1861, död 17 november 1917, var en brittisk målare och grafiker.
Holroyd utförde med fulländad teknik och stor kompositionsskicklighetet etsningar föreställande landskap, figurscener och porträtt. Mest berömd är Holroyd som skildrare av det nordengelska landskapet. Holroyd är representerad vid bland annat Nationalmuseum i Stockholm.